# Pałac Czapskich w Krakowie
Pałac Czapskich (dawniej Pałac Krasińskich, później także Pałac Hutten-Czapskich) – XIX-wieczny pałac w Krakowie znajdujący się przy ul. Marszałka Józefa Piłsudskiego 10-12.
W 1883 Hubert Antoni Krasiński, właściciel Regimentarzówki na Ukrainie, lekarz i działacz społeczny, przeniósł się z Warszawy do Krakowa i tutaj zbudował neorenesansowy pałacyk według projektu Antoniego Siedeka. Budowa pałacu zakończyła się w 1884. Hubert Krasiński mieszkał w pałacu do swojej śmierci w 1890. 
Po śmierci pierwszego właściciela pałac drogą kupna nabył w 1894 Emeryk Hutten-Czapski, który postanowił w budynku tym umieścić swoją muzealną kolekcję (ponad 11 tys. monet, medali, orderów, banknotów i rycin), sprowadzoną wraz z bogatą biblioteką z rodzinnego majątku Stańków. Nowy właściciel polecił Tadeuszowi Stryjeńskiemu dobudować do obecnej bryły pałacu pawilon. Po jego wybudowaniu w 1896 na pawilonie został umieszczony napis „Monumentis Patriae naufragio ereptis” (Pamiątkom ojczystym ocalonym z burzy dziejowej). Do skrzydła muzealnego prowadziła oddzielna brama w ogrodzeniu i oddzielne wejście. Sale ekspozycyjne zostały wyposażone w odpowiednie muzealne sprzęty (oszklone gabloty i szafy), umożliwiające prezentację zbiorów porcelany i szkła. W pawilonie przechowywana była kolekcja numizmatów, którą na początku XX wieku (1903) rodzina Czapskich przekazała miastu. Następnie kolekcja trafiła pod opiekę Muzeum Narodowego w Krakowie, tworząc Muzeum im. Emeryka Hutten-Czapskiego. 
W latach 2002–2009 prace remontowe budynku częściowo finansował Społeczny Komitet Odnowy Zabytków Krakowa.
Po zakończeniu generalnego remontu, 28 czerwca 2013 Muzeum Narodowe w Krakowie otworzyło w pałacu Europejskie Centrum Numizmatyki Polskiej, w którym jest wystawiona kolekcja monet, medali i banknotów polskich oraz zbiór starych druków i rękopisów. Odnowiono również dziedziniec, ogród i lapidarium.

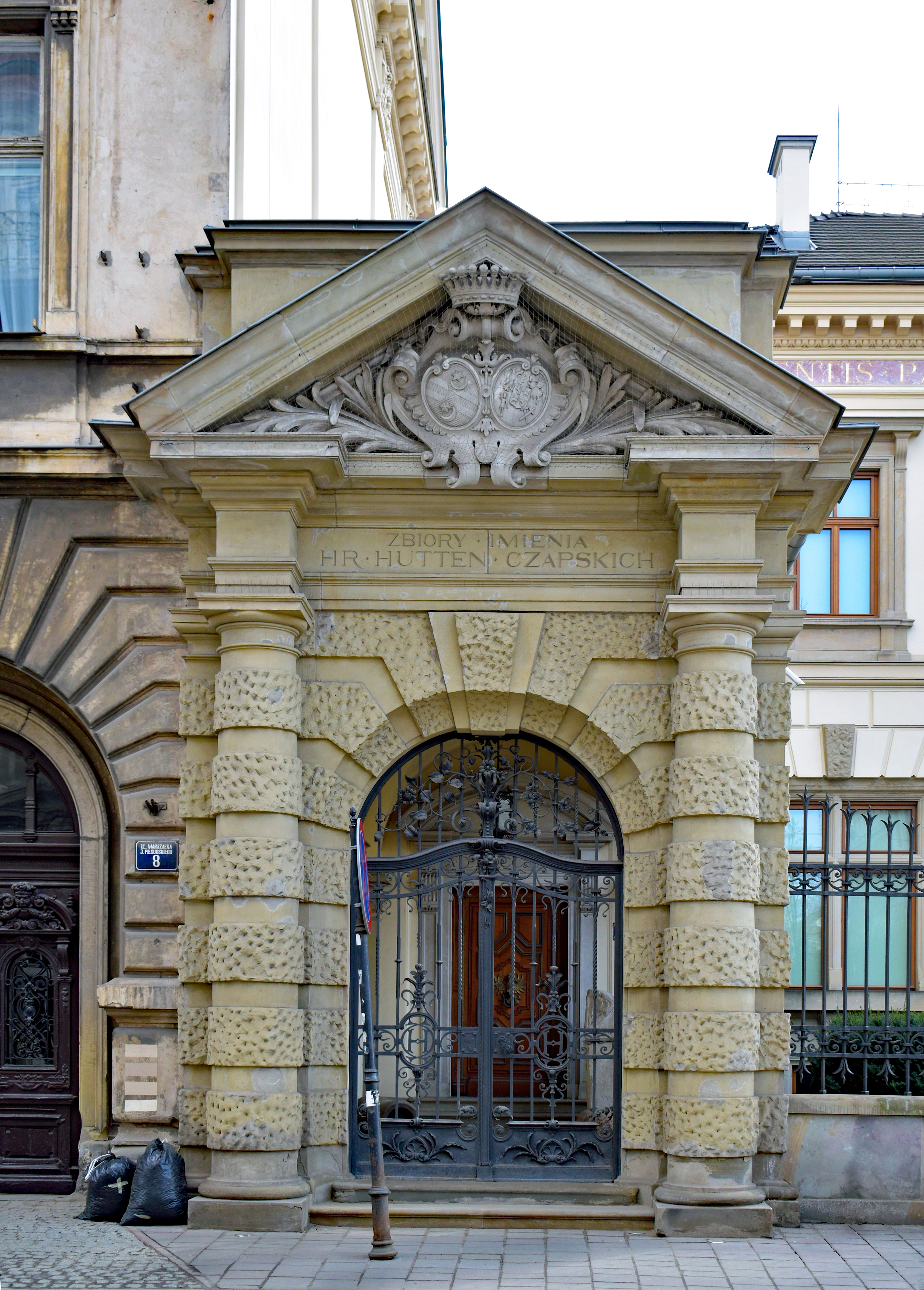
Brama wejściowa
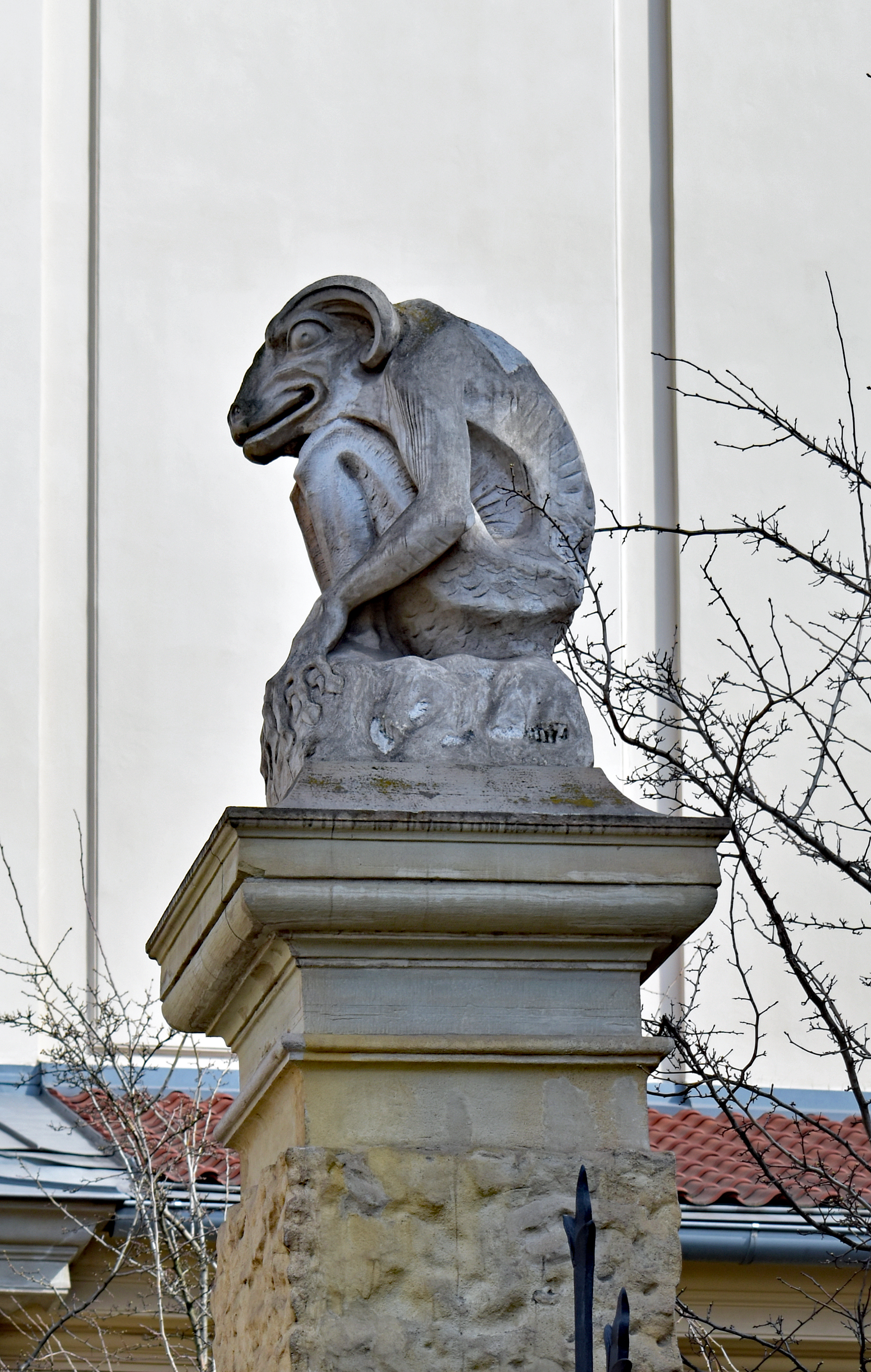
„Chimera” rzeźba Henryka Kunzeka czuwająca nad zbiorami
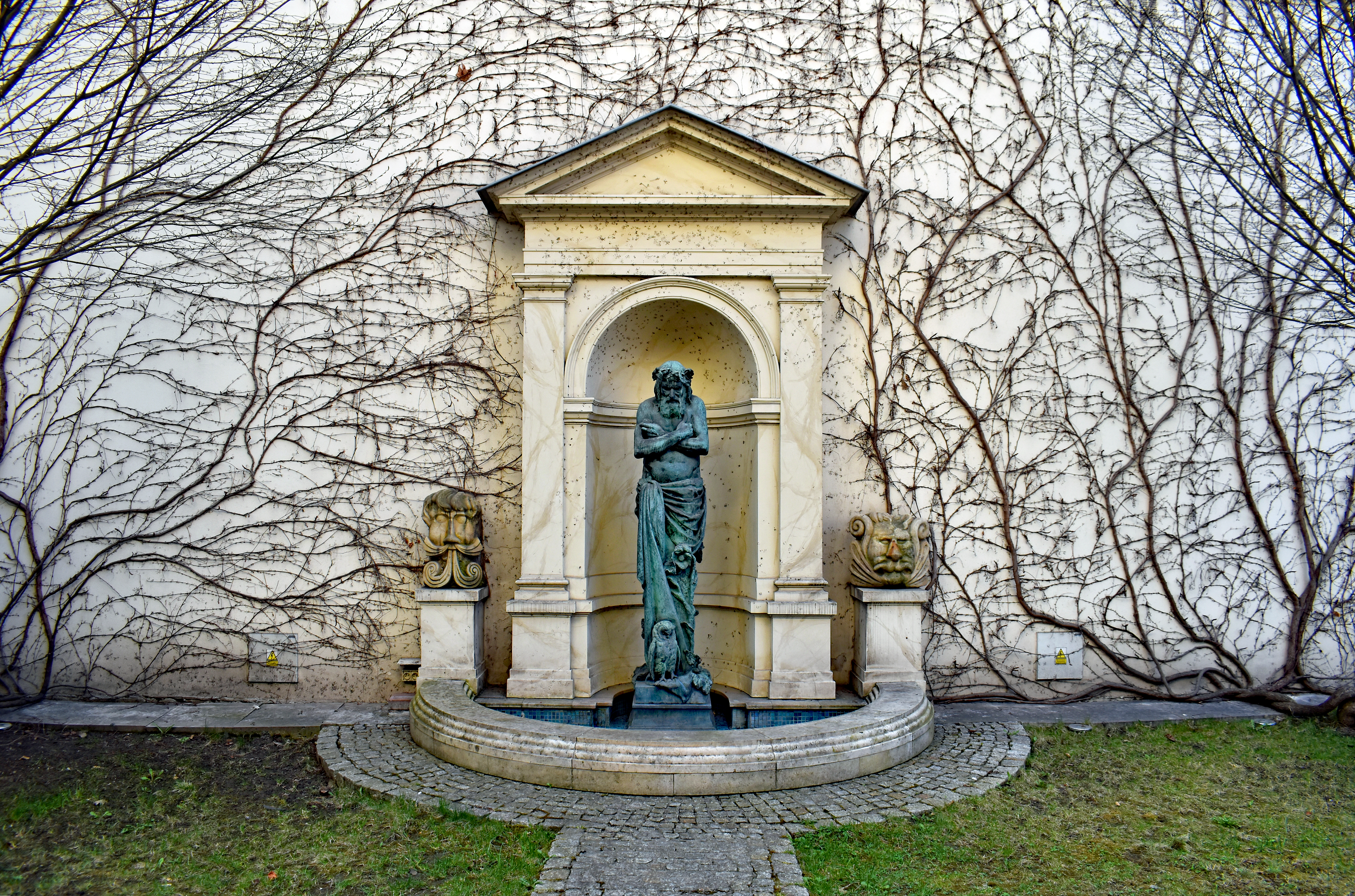
„Morfeusz” rzeźba Teofili Certowicz przy wejściu do ogrodu